# Поли Миджинова
Павлинка Георгиева Павлова-Груева, известна като Поли Миджинова, е българска сценаристка и продуцент на издания, които са насочени към пенсионерите и тяхното желание да водят разнообразен живот.

## Ранни години
Поли Миджинова е родена като Павлинка Георгиева Павлова на 30 ноември 1940 година в София, България в семейството на Георги и Васка Павлови. Има сестра Недялка „Нели“ Павлова. Баща ѝ работи дълги години в Германия, но семейството отказва да се премести там и той се връща в България. Още на 8-годишна възраст Поли участва в детски спектакъл в главната роля. 

## Професионална кариера
Поли е сменила през професионалната си кариера 12 предприятия. Занимава се с различни дейности като счетоводител, ръководител отдел, отговорник и т.н. През 2011 и 2012 Поли продуцира инициатива, насочена към пенсионерите и тяхното желание да водят разнообразен живот, в която всеки от тях има възможност да обрисува своите избори чрез думи.  През 2015 озвучава „Аманда“ в „Радио Сериал“ . През 2015 изиграва ролята на Анка Конглупарова в „Насалевци: Бедни Срещу Богати“, дебютен филм на внука ѝ Мимо Гарсия . В периода 2012 – 2015 е сценарист на шест спектакъла на две детски театрални школи.

## Личен живот
Павлинка Груева през 2017 г. е диагностицирана с Алцхаймер и деменция. През 2024 г. Мимо Гарсия режисира филма „Алцхаймер между баба и мен“, посветен на нея и разказващ за заболяването ѝ.